# Борчин Валерій Вікторович
Валерій Вікторович Борчин (рос. Валерий Викторович Борчин; * 11 вересня 1986, Поводимово, Мордовія, РРФСР) — ерзянський та російський легкоатлет, олімпійський чемпіон. В 2016 позбавлений золотих нагород чемпіонатів світу 2009 і 2011 років після повторної перевірки на допінг.

## Біографія
Народився в ерзянській родині. З юності засвоїв національні атлетичні навички, які лягли в основу професійного успіху.

## Виступи на Олімпіадах
| Олімпіада  | Дисципліна      | Місце |
| ---------- | --------------- | ----- |
| Пекін 2008 | ходьба на 20 км | 1     |

## Допінг
У березні 2005 року був спійманий на прийомі ефедрину і незабаром отримав дискваліфікацію на один рік.
Напередодні Пекінської олімпіади тренер Борчина Віктор Чьогін заявив, що допінг-проба його підопічного в квітні 2008 року дала позитивний результат на еритропоетин. Проте історія не отримала продовження.
Через вживання допінгу був позбавлений всіх нагород за період з серпня 2009 до жовтня 2012.